# Budd Hopkins
Elliot Budd Hopkins (15 de junio de 1931, Wheeling – 21 de agosto de 2011, Manhattan) fue un pintor estadounidense, escultor y prominente figura en el fenómeno de la abducción así como en la investigación ovni relacionada.

## Obra
- Art, Life and UFOs: A Memoir (2009) ISBN 978-1933665412
- Sight Unseen: Science, UFO Invisibility, and Transgenic Beings (2003), con Carol Rainey ISBN 978-0743412186
- Witnessed: The True Story of the Brooklyn Bridge UFO Abductions (1996) ISBN 978-0671569150
- Intruders: The Incredible Visitations at Copley Woods (1987) ISBN 978-0394560762
- Sacred Spaces: The Book of Temples/The Book of Guardians/The Book of Altars (1983)
- Missing Time: A Documented Study of UFO Abductions (1981) ISBN 978-0399901027